# نيل بيرنز
نيل بيرنز (بالإنجليزية: Neal Burns)‏ مواليد 26 يونيو 1892 في برستل، بنسيلفانيا، الولايات المتحدة - الوفاة 3 أكتوبر 1969 في لوس أنجلوس، هو ممثل ومخرج وكاتب سيناريو أمريكي بدأ مسيرته الفنية سنة 1915. شارك في قرابة 198 فلما. امتدت مسيرته الفنية لأكثر من 31 عاما. من أعماله وجه الرخام سنة 1946.

## روابط خارجية
- نيل بيرنز على موقع IMDb (الإنجليزية)
- نيل بيرنز على موقع أول موفي (الإنجليزية)
- نيل بيرنز على موقع قاعدة بيانات الأفلام السويدية (السويدية)
- نيل بيرنز على موقع قاعدة بيانات الفيلم (الإنجليزية)
- نيل بيرنز على موقع كينوبويسك (الروسية)